# Sirima
Sirima Nicole Wiratunga, simplement dite Sirima, est une chanteuse franco-srilankaise, née le 14 février 1964 à Isleworth dans le comté de Middlesex en Angleterre et morte le 7 décembre 1989 dans le 10e arrondissement de Paris.
Elle a été révélée au grand public grâce à son duo avec Jean-Jacques Goldman dans la chanson Là-bas (1987).

## Biographie

### Enfance et adolescence
Sirima Nicole Wiratunga est née en 1964 à Isleworth dans la banlieue de Londres (Middlesex). Elle a vécu sa petite enfance au Sri Lanka et son adolescence en Angleterre.
De père sri-lankais, Charles Ranjit, et de mère française, elle a une sœur, Surani, de 15 mois son aînée. Après la naissance d'un petit frère, Alain, en 1965, la famille part vivre à Ceylan.
Durant sa petite enfance, elle est influencée par la guitare de son père, la flûte en bois de son oncle, les percussions jouées dans les fêtes bouddhiques, le baila, la musique populaire et classique du Sri Lanka. Mais aussi par l'Église catholique et ses hymnes anglais chantés par les enfants sri-lankais.
Sirima a environ 5 ans quand sa famille revient en Angleterre. En 1972 ses parents se séparent, elle a 8 ans. Sirima se réfugie dans la musique et cherche à retrouver les sons qui lui étaient familiers dans son enfance sri-lankaise. Elle découvre la pop-musique anglaise et se passionne pour les comédies musicales. Elle retrouve l'Église catholique et forme un groupe folk avec ses deux sœurs, Surani et Lynne-Marie.

#### Débuts
En 1982, Sirima a 18 ans. Elle quitte l'Angleterre, où elle avait formé un groupe folk, pour la France où elle rejoint son grand-père breton en région parisienne. Elle trouve un emploi de jeune fille au pair. Sa passion pour la chanson grandit encore et elle s'accompagne à la guitare.
De 1982 à 1987, elle chante dans le métro à la station de Châtelet – Les Halles, essentiellement des reprises de Joan Baez, de Paul Simon, de Diane Tell (Si j'étais un homme) et de Barbra Streisand, notamment Memory.[réf. souhaitée]
En 1985, elle fait la première partie du concert de Paolo Conte au Théâtre de la Ville.

### Là-bas
Fin 1986, elle est remarquée dans le métro parisien par Philippe Delettrez (saxophoniste, compositeur, arrangeur), qui lui propose de se joindre à son groupe et de démarcher pour elle les maisons de disque. Son essai étant concluant, Sirima reçoit des propositions de collaboration professionnelle, mais elle préfère retourner chanter dans le métro parisien. Philippe Delettrez est en contact avec Philippe de Lacroix-Herpin, dit Pinpin, qui est alors le saxophoniste de Jean-Jacques Goldman. Celui-ci vient d'écrire Là-bas, sa première composition écrite seul pour deux voix dont une féminine. Alors qu'il cherche une interprète féminine pour ce duo, Pinpin les met en relation.
Après avoir écouté un enregistrement de sa voix, Jean-Jacques Goldman rencontre Sirima. Il lui fait faire un essai, puis l'engage. Il explique plus tard : « La chanson était finie. Je cherchais la femme qui allait me répondre dans cette chanson. J'ai demandé à tous mes amis, autour de moi, dans les maisons de disques, de me faire écouter des voix de chanteuses. J'ai écouté des centaines de disques, des centaines de cassettes. Un jour, Pinpin est arrivé avec une cassette, en disant, j'ai un copain qui s'appelle Philippe Delettrez, qui est saxophoniste aussi, qui travaille avec une fille, qui actuellement chante dans le métro, qui s'appelle Sirima. J'ai écouté la voix, c'était tout à fait le genre de voix que je cherchais. Je l'ai essayée comme j'en ai essayé d'autres. Un jour, je l'ai rencontrée près du Châtelet parce que c’était là qu'elle officiait dans le métro. On est allés dans un bistrot, et je me suis rendu compte tout de suite que non seulement c'était la voix, mais que c'était aussi le personnage. On a fait un essai en studio, qui s'est révélé concluant, et on a pris rendez-vous pour la séance d'enregistrement ».
Sirima est âgée de 23 ans quand sort Là-bas, qui connaît un grand succès commercial. Elle est cependant peu présente lors de la tournée de Jean-Jacques Goldman, travaillant sur un autre projet. Elle décline les propositions de maisons de disques, choisit de rester indépendante et redevient « underground ».

### L'albumA Part of Meen 1989
Les maquettes de l'album A Part of Me sont réalisées par Patrick Defays à Artistudio, situé passage Dagorno dans le 20e arrondissement de Paris. L'album est ensuite enregistré au Studio Davout (73 boulevard Davout, près de la Porte de Montreuil à Paris 20e). Parmi les chansons de l’album, sur le titre I need to know, Jean-Jacques Goldman fait partie des chœurs de la chanson. Le titre What is a dream? est chanté sur accompagnement orchestral par l'Orchestre Symphonique d'Europe.

### Vie privée et meurtre
Sirima a été en couple avec le musicien laotien Kahatra Sasorith, avec qui elle a eu un fils prénommé Kym Wiratunga.
Son compagnon Kahatra Sasorith la tue à coups de couteau de cuisine le 7 décembre 1989, moins de trois semaines après la sortie de A Part of Me,,,. Ce meurtre serait motivé par la jalousie : Sirima étant devenue une star, Kahatra Sasorith avait peur qu'elle se marie avec quelqu'un d'autre. Il l'aurait ainsi tuée pour « qu'elle n'appartienne à personne d'autre que lui ». Le musicien est condamné à une peine d'emprisonnement de neuf ans, et fait par ailleurs l'objet d'une expulsion du territoire français en 1994, décision confirmée en 1996 par le Conseil d'État.
En 2022, Kym Wiratunga, le fils de Sirima et Kahatra Sasorith, vit au Royaume-Uni.

## Chansons interprétées
1987 : Entre gris clair et gris foncé :
- Là-bas, en duo avec Jean-Jacques Goldman

1989 : A Part of Me :

- Sometimes Love Isn't Enough
- No Reason No Rhyme
- His Way of Loving Me
- Kym
- A Part of Me
- I Need to Know, en duo avec Jean-Jacques Goldman
- Ticket to the Moon
- I Believed
- Daddy, interprétée au piano et harmonica
- Was It a Dream ?, chanson en version orchestrale

### Filmographie
- Pascale Thirode , Elle s’appelait Sirima (documentaire), 2021 [Pascale Thirode - sirima (page consultée le 2021-11-25)]